# Cerament
Cerament är ett syntetiskt bengraftsubstitut som används vid behandling av skador i skelettet. Materialet främjar bentillväxt, vilket innebär att Cerament inom sex till tolv månader resorberas1,2 och ersätts av patientens egen benvävnad. Cerament är injicerbart och synligt på röntgen, vilket underlättar minimalinvasiv kirurgi. Cerament kan också kompletteras med lokal frisättning av antibiotika, genom produkterna Cerament G och Cerament V. Frigörande av antibiotika skyddar läkningsprocessen1 genom att  minska infektionsrisken. Infektioner i ben är svåra att behandla och kan kräva frekvent och långvarig behandling och upprepade kirurgiska ingrepp. Cerament är utvecklat av det svenska bioteknikbolaget Bonesupport AB och godkänt i Europeiska unionen (CE-märkning). I USA är företagets produkt Cerament bone void filler godkänt av det amerikanska läkemedelsverket FDA. 